# Gary O'Donovan
Pour les articles homonymes, voir O'Donovan.
Gary O'Donovan, né le 30 décembre 1992 à Skibbereen dans le Comté de Cork, est un rameur irlandais, médaillé d'argent aux Jeux olympiques de 2016 dans la spécialité du deux de couple poids légers masculin.  

## Carrière sportive
Gary O'Donovan nage avec son frère Paul.
Il remporte la médaille d'or lors des championnats d'Europe d'aviron de 2016 à Brandebourg-sur-la-Havel en Allemagne.
Il confirme sa présence au plus haut niveau en remportant une médaille d'argent lors des Jeux olympiques d'été de 2016 à Rio de Janeiro, battus en finale par la paire française Pierre Houin et Jérémie Azou. Cette médaille est la toute première médaille olympique de l'aviron irlandais

## Palmarès

### Jeux olympiques
- 2016 à Rio de Janeiro,  Brésil
  -  Médaille d'argent en deux de couple poids légers

### Championnats du monde
- 2018 à Plovdiv,  Bulgarie
  -  Médaille d'or en deux de couple poids légers

### Championnats d'Europe
- 2016 à Brandebourg-sur-la-Havel,  Allemagne
  -  Médaille d'or en deux de couple poids légers
- 2017 à Račice,  Tchéquie
  -  Médaille d'argent en deux de couple poids légers
- 2018 à Glasgow,  Royaume-Uni
  -  Médaille d'argent en deux de couple poids légers